# ابولاشیو، ریو دو ژانیرو
ابولاشیو، ریو دو ژانیرو (به پرتغالی: Abolição, Rio de Janeiro) در برزیل است که در rio de janeiro (state) واقع شده‌است.